# O crnogorskom nacionalnom pitanju
O crnogorskom nacionalnom pitanju je naslov kontroverznog članka Milovana Đilasa tiskanog 1. svibnja 1945. u listu Borba.
Velikosrpski autori su tijekom 1990-ih i kasnije Milovana Đilasa optuživali da je izmislio crnogorsku naciju. Prema njihovim tvrdnjama, Đilas je promovirao takav anti-srpski komplot svojim tekstom O crnogorskom nacinalnom pitanju. 

### Kontekst
U tome članku Đilas je tvrdio da su "Crnogorci porijeklom Srbi", ali da su tijekom povijesti profilirali svoju posebnu naciju. Međutim, sam je Đilas vremenom konvertirao pa se potkraj 1980-ih u nizu intervjua izjašnjavao kao Srbin, ali nikad nije poricao da Crnogorci kao nacija doista postoje.

### Citati
Evo bitnijih stavova Đilasa u članku od 1. svibnja 1945. (izvorno, na crnogor.):
- Crnogorci, nesumnjivo, pripadaju srpskoj grani južnoslovenskih plemena i naroda. U prošlosti, u osamnaestom, pa i na početku devetnaestog vijeka, Srbi u Srbiji bili su raja pod Turcima...Crnogorski seljaci, seleći se u druge krajeve (naročito u Srbiju), prenosili su duh otpora protiv turskog (islamskog!) feudalizma, bili su nosioci srpskih tradicija. Sa stvaranjem srpske nacije oni su se, nalazeći se zajedno sa srodnim seljaštvom, kada je otpočelo formiranje srpske nacije, u nju ulili i s njom stopili...O formiranju nacija - srpske i crnogorske - u to vrijeme, razumije se, ne može biti ni govora. Ali iz gornjih činjenica su ljudi, koji nijesu znali zakone formiranja nacija, koji nijesu shvatili suštinu nacionalnog pitanja, izvukli zaključak da su Crnogorci 'najčistiji' Srbi, Crna Gora 'kolijevka' srpstva. To je poslužilo kao idejna osnova, kao opravdanje za prisajedinjavanje Crne Gore, za osporavanje nacionalnih prava Crnogorcima.

- Stvaranje nacije u Crnoj Gori počelo je čitavo stoljeće kasnije nego u Srbiji. Ovdje su postojali sasvim drugi i svi uslovi (teritorija, ekonomska povezanost i dr.), kojih nije bilo kod manjina u Bosni i Hercegovini. Proces formiranja crnogorske nacije i dan-danji traje, a u ovome ratu posebna crnogorska individualnost, ispoljavanje nacionalne svijesti i nacionalne osobitosti, najoštrije su došli do izraza. Ovaj rat, u izvjesnom smislu, označava kulminacionu tačku procesa formiranja Crnogoraca u posebnu naciju, posebnu nacionalnu individualnost. Po plemenskoj tradiciji oni se osjećaju, a i jesu, Srbi (srpska plemena u Srednjem vijeku, srpska raja, srpski narod pod Turcima), ali su oni u nacionalnom pogledu danas i nešto posebno, svoje, crnogorsko (kao što i npr. Srbi iz Srbije nijesu Crnogorci i ne osjećaju se takvima). Gledajući stvar tako, kroz istoriski razvitak, sasvim je razumljivo zašto se Crnogorci nacionalno danas osjećaju nečim posebnim...

- Mi komunisti nijesmo za federalnu Crnu Goru ni iz kakvih 'političkih' razloga (t.j. iz potrebe za privremenim manevrom) niti mi - cijepamo srpstvo. Mi smo za to, jer smo uvjereni, znamo da to hoće crnogorski narod, a on to hoće jer se osjeća, jer jeste nešto posebno, posebni, drukčiji 'Srbi' od svih Srba, - Crnogorci. A tradicionalno srpstvo cijepaju oni koji su htjeli da ga uprljaju saradnjom s okupatorom, koji pričaju o Srbima (u Srbiji) i Crnogorcima kao o jednom narodu, a istovremeno reže protiv Crnogoraca u centralnom državnom aparatu, govore da su Crnogorci gori od ustaša i psuju majku crnogorsku djeci koja su prebačena u Beograd da budu zbrinuta.